# Catocala arizonae
Catocala arizonae är en fjärilsart som beskrevs av Augustus Radcliffe Grote 1873. Catocala arizonae ingår i släktet Catocala och familjen nattflyn. Inga underarter finns listade i Catalogue of Life.